# Daniel Andersson i Hölja
Daniel Andersson (i riksdagen kallad Andersson i Hölja), född 20 december 1750 i Hammars socken, död 13 februari 1827 i Västerlösa socken, var en svensk riksdagsman i bondeståndet.
Andersson företrädde Gullbergs och Bobergs härader av Östergötlands län vid den urtima riksdagen 1812. Han var då tillfällig ledamot i statsutskottet.